# George Șovu
George Nicolae Șovu (n. 30 ianuarie 1931 – d. 29 august 2016) a fost un romancier, autor de proză scurtă, scenarist, inspector școlar, autor de manuale de limbă și literatură română. A fost autorul scenariilor pentru celebra serie de filme Liceenii.

## Carieră
S-a născut în comuna Țițești din județul Argeș, fiind al patrulea din cei șapte copii ai unei familii de țărani. A urmat cursurile Școlii Normale „Carol I” din Câmpulung-Muscel (1944-1951) și apoi pe cele ale Facultății de Limba și Literatura Română din cadrul Universității „Alexandru Ioan Cuza” din Iași (1951-1955), absolvind ca șef de promoție.
După absolvirea studiilor universitare, a lucrat ca redactor și secretar de redacție la Agenția Română de Presă (1955-1961), apoi ca profesor de limba și literatura română la Liceul nr. 39 din București, unde mai târziu a îndeplinit și funcția de director. A deținut o lungă perioadă (1974-1991) funcția de inspector de limba și literatura română la Inspectoratul Școlar al Municipiului București, predând în același timp la Colegiul Național Gheorghe Lazăr din București. A ieșit la pensie la 1 septembrie 1992.
George Șovu este prezent în dicționarele și istoriile literare editate sub egida Academiei Române,  sau în lucrările coordonate de Ion Rotaru, Hristu Cândroveanu, de pildă lucrarea „Seniorii literaturii noastre”, datorată scriitorului și gazetarului Florentin Popescu. Personalitatea scriitorului G. Șovu este reflectată in cele mai importante enciclopedii de profil, cum ar fi: „Who’s who în România” (ediția princeps, București, 2002), „Enciclopedia marilor personalități din istoria, știința și cultura românească de-a lungul timpului și de pretutindeni” (volumul V, București, 2003), „Dicționarul de personalități” (ediția a V-a, intitulat „Fiii Argeșului”), precum și în cele două volume de evocări ale personalităților născute pe meleaguri muscelene, intitulate Neosteniți întru LUMINĂ, sub semnătura lui Ion C. Hiru.

## Romancier
A scris romane de dragoste și mai ales inspirate din lumea adolescenților, stilul său constituind reluarea unei „tradiții” interbelice, mai apropiată de literatura de consum (paraliteratură).

## Scenarist
Succesul seriei de filme Liceenii se datorează în mare parte implicării lui George Șovu ca scenarist; deși numele filmelor nu indică o succesiune anume, personajele și împrejurările alese – viața de liceu – determină o asemenea unitate. Un „exercițiu pregătitor” pentru seria Liceenilor, unde își fac debutul câteva dintre personajele impuse mai târziu, a fost Declarație de dragoste (1985), în regia aceluiași Nicolae Corjos. În schimb, seria demarată în 1987 cu filmul eponim (Liceenii), s-a continuat prin Extemporal la dirigenție (lansat în același an, 1987) și Liceenii Rock'N'Roll, lansat în 1992.
Scenariul celui din urmă se depărtează ca abordare de primele filme, colaborând cu regia și imaginea pentru a crea un produs emancipat, liber de constrângerile aduse filmului înainte de 1989. Scenariul pentru Liceenii Rock'N'Roll descrie unele dintre primele scene de dragoste cu nuditate explicită întâlnite în filmul românesc post-decembrist. Dintre ele, scena la care se face referire cel mai adesea se petrece la Dana acasă, când ea și Mihai fac dragoste.
O abordare cu atât mai diferită este cea din Liceenii în alertă, realizat în 1993 sub regia lui Mircea Plângău, conceput ca film polițist cu nelipsitele accente comice. Scenariul imaginează peripețiile foștilor colegi de liceu, ajunși la vârsta adultă.

## Scrieri publicate

### Romane
- Fregata «Iluzia», dramă veselă, în colaborare cu Gheorghe Scripcă (1972)
- Cadența generației (1974)
- Declarație de dragoste (1978)
- Dragul nostru Alex… (1981)
- O vară de dor (1983)
- Dans în foișor (1984)
- Fascinații (1985)
- Furtună de mai (1985), ediția a II-a, cu titlul Căpitanul Rox (1991)
- Tandrețe (1986)
- Extemporal la dirigenție (1987)
- Dimineața iubirii (1987)
- Întâlnire-n oglindă (1989)
- Liceenii (1992)
- Liceenii în alertă (1993)
- Dragoste si moarte (1994)
- Misterele din vila părăsită (2005)
- Dialog tainic (2000)
- Virginitate - în colaborare cu Mihai Opriș (2000)
- Romanticii (2003)
- Iubirea e mereu regină (2006)
- Romanticii (2009)
- Lumina neuitării, roman-evocare (2010)
- Cântecul destinului (2012)
- O iubire care nu moare (2013)
- Te rog, Făt-Frumos!.. (2013)

Romanele alăturate scenariilor pentru seria Liceenii (în număr de cinci, inclusiv Declarație de dragoste) au fost republicate de editura Garamond în 2003.

### Volume de povestiri
- Scrisori de acreditare (1976)
- Jarul din palmă (1979)
- Răspuns la post-restant (1981)
- Liliac alb în ianuarie (1984)
- Ochii timpului, amintiri (1988)
- Martor incomod (1999)
- Picătura de viață, publicistică (2007)
- Rugăciunea unui înger (2012)

### Manuale
- ABC - Capitala țării mele; text: George Șovu ; il.: Petre Hagiu (1976)
- Spiru Haret; text: George Șovu ; il.: Ion Panaitescu (1976)
- Patrie, partid, popor: culegere de literatură patriotică pentru clasele V-VIII - de Petru Demetru Popescu și Gheorghe Șovu (1976)
- De românească învățătură - Silvestru Boatcă și George Șovu (1992)
- Limba și literatura română - antologie de texte comentate cls. a IV-a; Silvestru Boatcă, Simona Prună și George Șovu (1996)

### Scenarii de film
- Declarație de dragoste (1985)
- Liceenii (1986)
- Extemporal la dirigenție (1988)
- Liceenii Rock'n'Roll (1991)
- Liceenii în alertă (1993) – în colaborare cu Mihai Opriș
- Liceenii, în 53 de ore și ceva (2010)